# 西スラウェシ州
西スラウェシ州 (にしスラウェシしゅう、インドネシア語: Sulawesi Barat) は、インドネシアの州。州都はマムジュ。スラウェシ島（旧称：セレベス島）にある。2004年10月に南スラウェシ州から分離した。州の大きさは、16,787.18 km2。州の経済は主に鉱業、農業、漁業によって支えられている。主にマンダル人が居住する。

## 行政区分
西スラウェシ州は5県に分けられている。

### 県
県 - (県都)
1. マムジュ県 – (マムジュ（英語版）)
2. 北マムジュ県 – (パサンカユ（インドネシア語版）)
3. 中央マムジュ県 – (トバダク（英語版）)
4. マジェネ県 – (マジェネ（英語版）)
5. ポルワリ・マンダル県（英語版）
6. ママサ県（英語版） –(ママサ（インドネシア語版）)